# Вака (національний парк)
Національний парк Вака — національний парк у центральній частині Габону. Waka захищає понад 1000 км 2 дощового лісу в масиві Чайлу.
Однією з найяскравіших особливостей цієї місцевості є рифт Ікобе-Ікой-Оной, який глибоко врізаний у ландшафт. 

## Флора і фауна
На території парку зустрічаються лісові слони, буйволи, шимпанзе, західні рівнинні горили, панголіни, річкові свині, лепарди, мандрили та багато інших тварин.